# Гленвилл (Западная Виргиния)
Гленвилл (англ. Glenville) — город в штате Западная Виргиния, США. Он является административным центром округа Гилмер. В 2010 году в городе проживало 1537 человек.

## Географическое положение
Гленвилл находится в центре штата Западная Виргиния и является административным центром округа Гилмер. Он расположен на реке Литл-Канова на пересечении магистрали US 33-119 и дороги штата 5. По данным Бюро переписи населения США город Гленвилл имеет общую площадь в 2,69 квадратных километров, из которых 2,59 кв. километров занимает земля и 0,10 кв. километров — вода.

### Климат
По классификации климатов Кёппена климат Гленвилла относится к субтропическому влажному. Климат города характеризуется относительно высокими температурами и равномерным распределением осадков в течение года. Летом он находится под влиянием влажного, морского воздуха с океана. Среднее годовое количество осадков — 1183,6 мм. Средняя температура в году — 12,2 °C, самый тёплый месяц — июль (средняя температура 23,7 °C), самый холодный — январь (средняя температура 0,5 °C).

## История

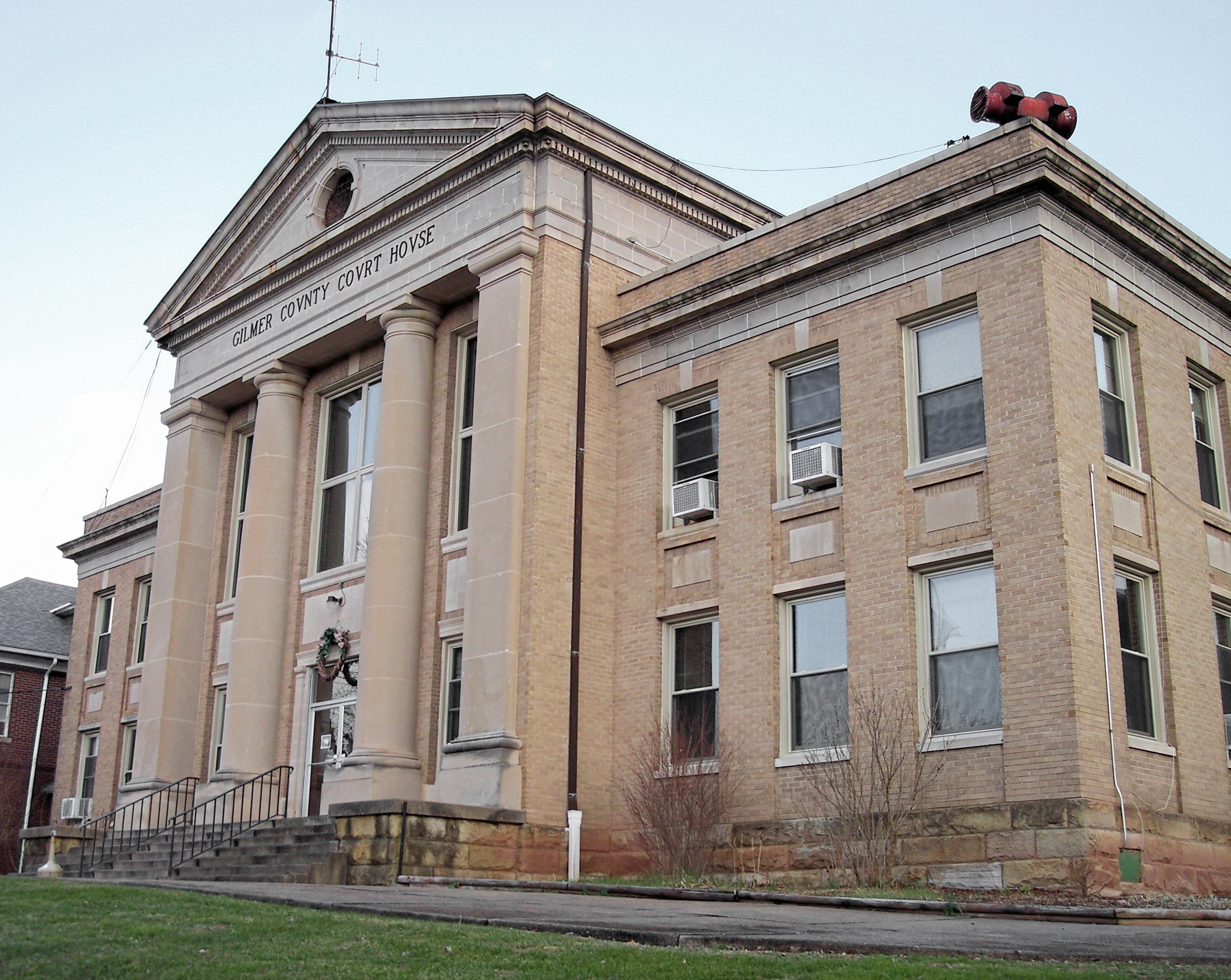
Здание окружного суда

В конце XVIII — начале XIX веков белые поселенцы начали селиться на территории современного города. Тогда местность называлась Форд (в переводе на русский язык — брод) из-за возможности пересечь реку. Позднее город был назван Гленвиллом из-за своего расположения в узкой горной долине (англ. glen). В 1812 году в городе была построена первая в округе Гилмер мукомольная мельница. В 1833 году при епископальной церкви была открыта школа. Гленвилл был инкорпорирован в 1856 году. Первое здание окружного суда было построено в 1850 году, второе — в 1872 году, третье — в 1923 году. До 1930-х годов экономика города была преимущественно основана на перевозках по Литл-Канове. Строительство дорог уменьшило влияние реки на экономику. В это время начали развиваться нефтяная и газовая промышленности. В 1872 году в городе был основан колледж Гленвилла.

## Население
По данным переписи 2010 года население Гленвилла составляло 1537 человека (из них 53,0 % мужчин и 47,0 % женщин), 540 домашних хозяйств и 250 семей. Расовый состав: белые — 90,0 %, афроамериканцы — 6,3 %, коренные американцы — 0,3 % и представители двух и более рас — 2,1 %.
Из 540 домашних хозяйств 29,4 % представляли собой совместно проживающие супружеские пары (12,2 % с детьми младше 18 лет), в 12,0 % семей женщины проживали без мужей, в 4,8 % семей мужчины проживали без жён, 53,7 % не имели семьи. В среднем домашнее хозяйство ведут 2,15 человек, а средний размер семьи — 2,91 человека.
Население города по возрастному диапазону по данным переписи 2010 года распределилось следующим образом: 14,1 % — жители младше 18 лет, 20,1 % — между 18 и 21 годами, 55,3 % — от 21 до 65 лет и 11,5 % — в возрасте 65 лет и старше. Средний возраст населения — 24,0 года.
В 2014 году медианный доход на семью оценивался в 37 292 $, на домашнее хозяйство — в 30 151 $. Доход на душу населения — 14 768 $.
Динамика численности населения:
|  |